# 백색 상황 (1939년)

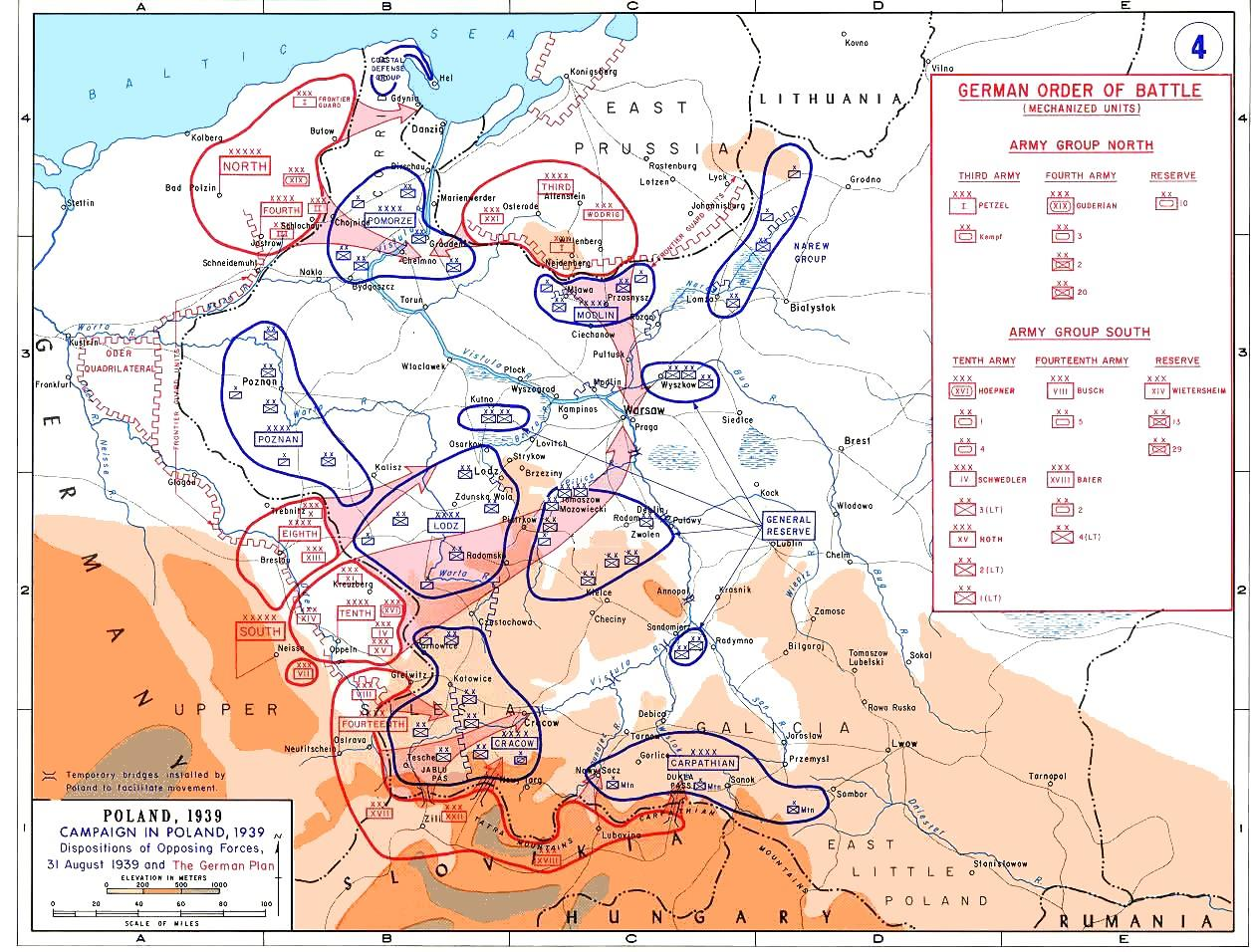
1939년 8월 31일 독일의 배치 병력 및 작전 계획.

백색 상황(독일어: Fall Weiß, "Case White")은 나치의 폴란드 침공 계획 작전명이었다. 독일 최고 사령부는 1939년 6월 15일 계획을 시작하였고 9월 1일 작전을 시작하면서 제2차 세계 대전이 시작되었다.

## 구체적 계획
계획의 기원은 1928년 워너 폰 프리드리히(Werner von Fritsch)로부터 시작된다. 백색 상황은 실레지아의 남부 집단군 사령관 게르트 폰 룬트슈테트 장군 하의 귄터 블루멘트리트(Günther Blumentritt)와 에리히 폰 만슈타인이 주로 만들었고 입안되었다.
이 작전은 선전 포고 이전에 실행될 것이었다. 독일군은 다음과 같은 3개 방향으로 침공할 것이었다.
- 독일군의 주요 공격은 폴란드 서부 국경에서 전진할 것이었다.
- 북쪽에서 전진하는 두 번째 공격은 동프로이센으로 전진할 것이었다.
- 독일군과 슬로바키아군은 남부에서 국경 공세를 펼칠 것이었다.

이 세가지 공격은 모두 바르샤바로 모이게 되었으며 폴란드군이 비스툴라강에서 방어진을 형성하기 전에 서부에서 포위 섬멸할 계획이었다.
백색 상황은 1939년 9월 1일 시작되었고, 이로 인해 폴란드 침공 및 제2차 세계 대전이 시작되었다.

## 같이 보기
- 서방 계획 - 폴란드군의 방어 작전
- 군사 작전 목록 (en:List of military operations)
- 폴란드 침공의 독일군 군사 서열